# Vegard Samdahl
Vegard Samdahl (ur. 21 marca 1978 w Trondheim) – norweski piłkarz ręczny, wielokrotny reprezentant kraju, grający na pozycji rozgrywającego. Obecnie występuje w norweskiej drużynie Viking Håndball, do której trafił z Orlen Wisła Płock.
10 października 2009 piłkarz doznał groźnej kontuzji podczas pierwszego meczu drugiej rundy Puchar Europejskiej Federacji Piłki Ręcznej, w którym Wisła Płock gościła islandzki Haukar Hafnarfjoerdur (mecz był rozgrywany Łącku).

## Sukcesy
- 2004: zdobywca EHF Challenge Cup (z zespołem IFK Skövde)
- 2007: Rozgrywający roku w Danii[2].
- 2011: zdobywca Mistrzostwa Polski